# Syllepte subcyaneoalba
Syllepte subcyaneoalba is een vlinder uit de familie van de grasmotten (Crambidae), uit de onderfamilie van de Spilomelinae. De wetenschappelijke naam van deze soort is voor het eerst voorgesteld door George Francis Hampson in een publicatie uit 1918.
De spanwijdte bedraagt 38 millimeter.
De soort komt voor in Kameroen.